# Valentin Mihăilă
Valentin Mihai Mihăilă (Târgoviște, 2 febbraio 2000) è un calciatore rumeno, attaccante del Çaykur Rizespor e della nazionale rumena.

## Caratteristiche tecniche
È un attaccante che ama partire da sinistra per rientrare e cercare la conclusione di destro. Buon crossatore, è abile nell'uno contro uno, dispone di buon dribbling oltre a essere bravo sia in fase realizzativa che come assist-man. Dotato di ottimo scatto, può giocare sia sulle fasce che come seconda punta. Viene paragonato al connazionale Adrian Mutu.

## Carriera

### Club

#### U Craiova
Cresciuto nel settore giovanile dell'U Craiova, ha esordito in prima squadra il 24 ottobre 2017 disputando l'incontro di Cupa României vinto 2-0 contro il Sepsi. Questa rimase la sua unica presenza stagionale. Al termine di quell'annata l'U Craiova si laureò campione della coppa nazionale, permettendo a Mihăilă di vincere il suo primo trofeo come professionista.

#### Parma
Il 5 ottobre 2020 viene acquistato dal Parma. Debutta con i parmensi il 3 gennaio 2021 nella sconfitta per 0-3 contro il Torino. Il 21 gennaio successivo segna il suo primo gol con la maglia del Parma nella sfida degli ottavi di Coppa Italia in casa della Lazio, persa per 2-1, in cui segna il punto del momentaneo pareggio dei ducali. Il 7 marzo successivo trova il suo primo gol in massima serie italiana, nel pareggio per 3-3 contro la Fiorentina. Successivamente va a segno anche nel successo per 2-0 contro la Roma e nella sconfitta per 3-4 contro il Crotone.
Rimasto nella rosa della squadra retrocessa nella serie cadetta per l'annata 2021-2022, segna la sua prima rete il 29 agosto 2021, mettendo a segno la marcatura decisiva per la vittoria sul Benevento. Il successivo 19 settembre, mette a segno un altro gol contro la Cremonese.

#### Atalanta e ritorno al Parma
Il 31 gennaio 2022, si trasferisce all'Atalanta, in Serie A, in prestito con diritto di riscatto. Esordisce con i nerazzurri il 6 febbraio seguente in occasione della sconfitta per 1-2 contro il Cagliari.
Rientrato al Parma, nella stagione 2023-2024 contribuisce al ritorno in massima serie della formazione ducale, mettendo a referto sei reti e due assist.
Nel giugno del 2024, rinnova il proprio contratto fino al 30 giugno 2027. L'11 agosto 2024 disputa il match valevole per la qualificazione agli ottavi di finale di Coppa Italia contro il Palermo, poi perso 1-0. Sei giorni dopo parte come titolare nel primo match di Serie A poi finito 1-1 contro la Fiorentina.

#### Çaykur Rizespor
Il 18 luglio 2025 viene acquistato dal Çaykur Rizespor.

### Nazionale
Ha giocato nelle nazionali giovanili rumene Under-18, Under-19 ed Under-21.
Il 17 marzo 2021 riceve la sua prima convocazione in nazionale maggiore. Il 25 marzo esordisce realizzando al contempo la sua prima rete in nazionale nel corso del match valido per la prima giornata delle qualificazioni al campionato mondiale 2022 vinto per 3-2 contro la Macedonia del Nord.
L'8 giugno 2024 rientra nei 26 convocati del C.T. Iordanescu per l'Europeo 2024. Il 17 giugno 2024 debutta nella competizione subentrando al 62º a Florinel Coman nel match poi vinto 3-0 contro l'Ucraina.Mihăilă è noto anche da molti supporter rumeni per l iconica rimonta contro la Svizzera dove mise a segno ben 2 goal in 3 minuti (89' e 90+2')riuscendo a pareggiare i conti in rimonta contro gli elvetici.

## Statistiche

### Presenze e reti nei club
Statistiche aggiornate al 30 ottobre 2024.
| Stagione           | Squadra            | Campionato         | Campionato | Campionato | Coppe nazionali | Coppe nazionali | Coppe nazionali | Coppe continentali | Coppe continentali | Coppe continentali | Altre coppe | Altre coppe | Altre coppe | Totale | Totale | Totale |
| Stagione           | Squadra            | Comp               | Pres       | Reti       | Comp            | Pres            | Reti            | Comp               | Pres               | Reti               | Comp        | Pres        | Reti        | Pres   | Reti   |        |
| ------------------ | ------------------ | ------------------ | ---------- | ---------- | --------------- | --------------- | --------------- | ------------------ | ------------------ | ------------------ | ----------- | ----------- | ----------- | ------ | ------ | ------ |
| 2017-2018          | U Craiova          | L1                 | 0          | 0          | CR              | 1               | 0               | -                  | -                  | -                  | -           | -           | -           | 1      | 0      |        |
| 2018-2019          | U Craiova          | L1                 | 29         | 1          | CR              | 2               | 0               | UEL                | 1                  | 0                  | SR          | 0           | 0           | 32     | 1      |        |
| 2019-2020          | U Craiova          | L1                 | 28         | 7          | CR              | 3               | 2               | UEL                | 1                  | 0                  | -           | -           | -           | 32     | 9      |        |
| ago.-ott. 2020     | U Craiova          | L1                 | 5          | 0          | CR              | 0               | 0               | UEL                | 1                  | 0                  | -           | -           | -           | 6      | 0      |        |
| Totale CSU Craiova | Totale CSU Craiova | Totale CSU Craiova | 62         | 8          |                 | 6               | 2               |                    | 3                  | 0                  |             | 0           | 0           | 71     | 10     |        |
| ott. 2020-2021     | Parma              | A                  | 16         | 3          | CI              | 1               | 1               | -                  | -                  | -                  | -           | -           | -           | 17     | 4      |        |
| 2021-gen. 2022     | Parma              | B                  | 13         | 2          | CI              | 0               | 0               | -                  | -                  | -                  | -           | -           | -           | 13     | 2      |        |
| gen.-giu. 2022     | Atalanta           | A                  | 5          | 0          | CI              | 0               | 0               | UEL                | 2                  | 0                  | -           | -           | -           | 7      | 0      |        |
| 2022-2023          | Parma              | B                  | 15+2       | 2          | CI              | 2               | 1               | -                  | -                  | -                  | -           | -           | -           | 19     | 3      |        |
| 2023-2024          | Parma              | B                  | 32         | 6          | CI              | 3               | 0               | -                  | -                  | -                  | -           | -           | -           | 35     | 6      |        |
| 2024-2025          | Parma              | A                  | 10         | 0          | CI              | 1               | 0               | -                  | -                  | -                  | -           | -           | -           | 11     | 0      |        |
| Totale Parma       | Totale Parma       | Totale Parma       | 86+2       | 13         |                 | 7               | 2               |                    | -                  | -                  |             | -           | -           | 95     | 15     |        |
| Totale carriera    | Totale carriera    | Totale carriera    | 155        | 21         |                 | 13              | 4               |                    | 5                  | 0                  |             | 0           | 0           | 173    | 25     |        |

### Cronologia presenze e reti in nazionale
| Cronologia completa delle presenze e delle reti in nazionale ― Romania | Cronologia completa delle presenze e delle reti in nazionale ― Romania | Cronologia completa delle presenze e delle reti in nazionale ― Romania | Cronologia completa delle presenze e delle reti in nazionale ― Romania | Cronologia completa delle presenze e delle reti in nazionale ― Romania | Cronologia completa delle presenze e delle reti in nazionale ― Romania | Cronologia completa delle presenze e delle reti in nazionale ― Romania | Cronologia completa delle presenze e delle reti in nazionale ― Romania |
| Data                                                                   | Città                                                                  | In casa                                                                | Risultato                                                              | Ospiti                                                                 | Competizione                                                           | Reti                                                                   | Note                                                                   |
| ---------------------------------------------------------------------- | ---------------------------------------------------------------------- | ---------------------------------------------------------------------- | ---------------------------------------------------------------------- | ---------------------------------------------------------------------- | ---------------------------------------------------------------------- | ---------------------------------------------------------------------- | ---------------------------------------------------------------------- |
| 25-3-2021                                                              | Bucarest                                                               | Romania                                                                | 3 – 2                                                                  | Macedonia del Nord                                                     | Qual. Mondiali 2022                                                    | 1                                                                      | 14’ 41’                                                                |
| 28-3-2021                                                              | Bucarest                                                               | Romania                                                                | 0 – 1                                                                  | Germania                                                               | Qual. Mondiali 2022                                                    | -                                                                      | 66’                                                                    |
| 31-4-2021                                                              | Erevan                                                                 | Armenia                                                                | 3 – 2                                                                  | Romania                                                                | Qual. Mondiali 2022                                                    | -                                                                      | 81’                                                                    |
| 8-10-2021                                                              | Amburgo                                                                | Germania                                                               | 2 – 1                                                                  | Romania                                                                | Qual. Mondiali 2022                                                    | -                                                                      | 60’                                                                    |
| 11-10-2021                                                             | Bucarest                                                               | Romania                                                                | 1 – 0                                                                  | Armenia                                                                | Qual. Mondiali 2022                                                    | -                                                                      | 81’ 86’                                                                |
| 25-3-2022                                                              | Bucarest                                                               | Romania                                                                | 0 – 1                                                                  | Grecia                                                                 | Amichevole                                                             | -                                                                      | 75’                                                                    |
| 29-3-2022                                                              | Netanya                                                                | Israele                                                                | 2 – 2                                                                  | Romania                                                                | Amichevole                                                             | -                                                                      |                                                                        |
| 4-6-2022                                                               | Podgorica                                                              | Montenegro                                                             | 2 – 0                                                                  | Romania                                                                | UEFA Nations League 2022-2023 - 1º turno                               | -                                                                      | 65’                                                                    |
| 11-6-2022                                                              | Bucarest                                                               | Romania                                                                | 1 – 0                                                                  | Finlandia                                                              | UEFA Nations League 2022-2023 - 1º turno                               | -                                                                      | 79’                                                                    |
| 14-6-2022                                                              | Bucarest                                                               | Romania                                                                | 0 – 3                                                                  | Montenegro                                                             | UEFA Nations League 2022-2023 - 1º turno                               | -                                                                      | 57’                                                                    |
| 16-6-2023                                                              | Pristina                                                               | Kosovo                                                                 | 0 – 0                                                                  | Romania                                                                | Qual. Euro 2024                                                        | -                                                                      | 62’                                                                    |
| 19-6-2023                                                              | Lucerna                                                                | Svizzera                                                               | 2 – 2                                                                  | Romania                                                                | Qual. Euro 2024                                                        | 2                                                                      | 57’                                                                    |
| 9-9-2023                                                               | Bucarest                                                               | Romania                                                                | 1 – 1                                                                  | Israele                                                                | Qual. Euro 2024                                                        | -                                                                      | 56’                                                                    |
| 12-9-2023                                                              | Bucarest                                                               | Romania                                                                | 2 – 0                                                                  | Kosovo                                                                 | Qual. Euro 2024                                                        | 1                                                                      | 71’                                                                    |
| 12-10-2023                                                             | Budapest                                                               | Bielorussia                                                            | 0 – 0                                                                  | Romania                                                                | Qual. Euro 2024                                                        | -                                                                      | 84’                                                                    |
| 15-10-2023                                                             | Bucarest                                                               | Romania                                                                | 4 – 0                                                                  | Andorra                                                                | Qual. Euro 2024                                                        | -                                                                      | 59’                                                                    |
| 18-11-2023                                                             | Felcsút                                                                | Israele                                                                | 1 – 2                                                                  | Romania                                                                | Qual. Euro 2024                                                        | -                                                                      | 65’ 85’                                                                |
| 22-3-2024                                                              | Bucarest                                                               | Romania                                                                | 1 – 1                                                                  | Irlanda del Nord                                                       | Amichevole                                                             | -                                                                      | 62’                                                                    |
| 26-3-2024                                                              | Madrid                                                                 | Colombia                                                               | 3 – 2                                                                  | Romania                                                                | Amichevole                                                             | -                                                                      | 56’                                                                    |
| 4-6-2024                                                               | Bucarest                                                               | Romania                                                                | 0 – 0                                                                  | Bulgaria                                                               | Amichevole                                                             | -                                                                      | 61’                                                                    |
| 7-6-2024                                                               | Bucarest                                                               | Romania                                                                | 0 – 0                                                                  | Liechtenstein                                                          | Amichevole                                                             | -                                                                      | 65’                                                                    |
| 17-6-2024                                                              | Monaco di Baviera                                                      | Romania                                                                | 3 – 0                                                                  | Ucraina                                                                | Euro 2024 - 1º turno                                                   | -                                                                      | 62’                                                                    |
| 22-6-2024                                                              | Colonia                                                                | Belgio                                                                 | 2 – 0                                                                  | Romania                                                                | Euro 2024 - 1º turno                                                   | -                                                                      | 68’                                                                    |
| 2-7-2024                                                               | Monaco di Baviera                                                      | Romania                                                                | 0 – 3                                                                  | Paesi Bassi                                                            | Euro 2024 - Ottavi di finale                                           | -                                                                      | 72’                                                                    |
| 6-9-2024                                                               | Pristina                                                               | Kosovo                                                                 | 0 – 3                                                                  | Romania                                                                | UEFA Nations League 2024-2025 - 1º turno                               | -                                                                      | 83’                                                                    |
| 9-9-2024                                                               | Bucarest                                                               | Romania                                                                | 3 – 1                                                                  | Lituania                                                               | UEFA Nations League 2024-2025 - 1º turno                               | 1                                                                      | 65’ 70’                                                                |
| 12-10-2024                                                             | Larnaca                                                                | Cipro                                                                  | 0 – 3                                                                  | Romania                                                                | UEFA Nations League 2024-2025 - 1º turno                               | -                                                                      |                                                                        |
| 15-10-2024                                                             | Kaunas                                                                 | Lituania                                                               | 1 – 2                                                                  | Romania                                                                | UEFA Nations League 2024-2025 - 1º turno                               | -                                                                      | 72’                                                                    |
| 15-11-2024                                                             | Bucarest                                                               | Romania                                                                | 3 – 0 tav                                                              | Kosovo                                                                 | UEFA Nations League 2024-2025 - 1º turno                               | -                                                                      | [ 26 ]                                                                 |
| 18-11-2024                                                             | Bucarest                                                               | Romania                                                                | 4 – 1                                                                  | Cipro                                                                  | UEFA Nations League 2024-2025 - 1º turno                               | -                                                                      | 84’                                                                    |
| 10-6-2025                                                              | Bucarest                                                               | Romania                                                                | 2 – 0                                                                  | Cipro                                                                  | Qual. Mondiali 2026                                                    | -                                                                      | 56’                                                                    |
| Totale                                                                 |                                                                        | Presenze                                                               | 31                                                                     |                                                                        | Reti                                                                   | 5                                                                      |                                                                        |

## Palmarès

### Club
- Cupa României: 1

CSU Craiova: 2017-2018
- Campionato italiano di Serie B: 1

Parma: 2023-2024